# جون ألين (كرة سلة)
جون ألين (بالإنجليزية: John Allen)‏ مواليد 1 نوفمبر 1982 في كوتسفيل، هو لاعب كرة سلة أمريكي. بدأ مسيرته الاحترافية في سنة 2005. يبلغ طوله 6 قدم 5 بوصة (2.0 م). اعتزل اللعب في 2012.

## المسيرة الاحترافية
لعب مع نادي لوفين براونشفايغ لكرة السلة في موسم 2007–2008، ثم لعب مع ستراسبورغ أي جي في الدوري الفرنسي في موسم 2008–2009، ثم لعب مع نادي لوفين براونشفايغ لكرة السلة في موسم 2009–2010، ثم لعب مع إسبارن بريمرهافن في الدوري الألماني في سنة 2011، ثم لعب مع نادي فوتسوافك لكرة السلة في موسم 2011–2012.

## روابط خارجية
- جون ألين على موقع كرة السلة الأوروبية.كوم (الإنجليزية)
- جون ألين على موقع كلية كرة السلة في سبورتس رفرنس.كوم (الإنجليزية)
- جون ألين على موقع بروبوليرز (الإنجليزية)